# Dionísio Cerqueira
Pour les articles homonymes, voir Cerqueira.
Dionísio Cerqueira est une ville brésilienne de l'ouest de l'État de Santa Catarina.

## Géographie
Dionísio Cerqueira se situe à une latitude de 26° 15′ 18″ sud et à une longitude de 53° 38′ 23″ ouest, à une altitude de 830 mètres. Sa population était de 14 801 habitants au recensement de 2010. La municipalité s'étend sur 378 km2.
Elle fait partie de la microrégion de São Miguel do Oeste, dans la mésorégion Ouest de Santa Catarina.

## Administration
La municipalité est constituée de quatre districts :
- Dionísio Cerqueira (siège du pouvoir municipal)
- Idamar
- Jorge Lacerda
- São Pedro Tobias

## Villes voisines
Dionísio Cerqueira est voisine des municipalités (municípios) suivantes :
- Barracão dans l'État du Paraná
- Flor da Serra do Sul dans l'État du Paraná
- Guarujá do Sul
- Palma Sola
- Princesa

La ville est également limitrophe de l'Argentine.